# Michael Morhaime
Michael "Mike" Morhaime (nascido em 3 de novembro de 1967) é o co-fundador e ex-CEO da Blizzard Entertainment (fundada em 1991 como Silicon & Synapse), uma desenvolvedora de jogos eletrônicos localizada em Irvine, California, pertencente a Activision Blizzard. Morhaime serviu como presidente da Blizzard Entertainment,  Inc., uma subsidiária da Activision Blizzard, Inc. Ele serviu como parte do comitê executivo da Vivendi Games à partir de 1999,  pela Blizzard Entertainment,  Inc. ter se tornado subsidiária da Vivendi.

## Juventude
Ele se graduou na Granada Hills High School em 1985. Ele também foi aluno da Triangle Fraternity e mais tarde recebeu seu bacharelado em Engenharia Elétrica em 1990 pela UCLA.
Na sexta série, Morhaime, junto com seu irmão e irmã, comprou um console de videogame chamado Bally Professional Arcade, lançado pela primeira vez em 1978. Morhaime descobriu que o console era programável e ele descobriu como escrever jogos simples nele, construindo exemplo de código de programação que ele encontrou em um boletim informativo sobre jogos. Como estudante de engenharia elétrica na UCLA, Morhaime se concentrou mais em hardware do que em software. "Eu procrastinei muito", ele admitiu. As coisas mudaram depois que ele conseguiu um estágio em uma empresa de microchip de San Jose. Em seu estágio, ele aprendeu sobre design de circuitos e, quando voltou à escola, estava à frente de sua aula de arquitetura de computadores. "Eu costumava ser o cara que estava sentado atrás", disse ele. Mas depois de sua passagem pelo Vale do Silício, ele disse: "Comecei a sentar na frente".

## Carreira

### Blizzard Entertainment
Foi nesse período que Morhaime conheceu as outras duas pessoas com quem ele criaria a Silicon & Synapse, a empresa que seria renomeada mais tarde como Blizzard. Os fundadores iniciais - Morhaime, Allen Adham e Frank Pearce - alugaram um pequeno escritório em Irvine, Califórnia, onde se esperava que a proximidade de outras empresas fosse vantajosa para eles.
Em 1995, a Blizzard lançou Warcraft II, seu primeiro jogo número um em vendas. "É provavelmente o jogo que colocou a Blizzard no mapa", disse Morhaime. Além do grande número de vendas, “foi o primeiro jogo que se pôde jogar na Internet com uma boa experiência”, o que era uma novidade na época, além de ser um argumento de venda definitivo para seus títulos posteriores.
O maior sucesso da Blizzard viria a seguir, com grande processo de aprendizado para Morhaime. Ao planejar o lançamento de World of Warcraft no final de 2004, Morhaime pensou que o mercado para um novo jogo muito maior e mais interativo - o primeiro em sua história a exigir que os jogadores paguem uma taxa de assinatura mensal - cresceria lentamente e seria uma surpresa impopular para a comunidade de jogadores. "Sentimos que era muito provável que a taxa fosse um impedimento para as pessoas e que o WoW não venderia tão rapidamente quanto alguns de nossos jogos anteriores", disse ele. Todas as decisões de produção e marketing da Blizzard foram baseadas nessa suposição. Para a surpresa da Blizzard (e logo depois, o terror) WoW vendeu extremamente rápido, deixando a despreparada Blizzard incapaz de manter os comerciantes abastecidos com o jogo por um curto período de tempo. “Durante todo o primeiro ano, lutamos para atender à demanda”, disse ele. "Provavelmente tirou anos de nossas vidas." World of Warcraft tinha aproximadamente 12 milhões de assinantes em 2010. Em 2017, Morhaime ganhou US$12,3 milhões como CEO da Blizzard.
Em 3 de outubro de 2018, Morhaime anunciou que estava deixando o cargo de presidente e CEO da empresa, em vez de se tornar um consultor da empresa. Morhaime foi substituído por J. Allen Brack, o produtor executivo de World of Warcraft. Sua função consultiva foi concluída em 7 de abril de 2019.

### Dreamhaven
Em 23 de setembro de 2020, Morhaime anunciou a fundação de um novo estúdio de jogos, denominado Dreamhaven, localizado em Irvine tendo dois estúdios afiliados, Secret Door e Moonshot Games contando com a presença de vários antigos funcionários da Blizzard.

## Vida pessoal

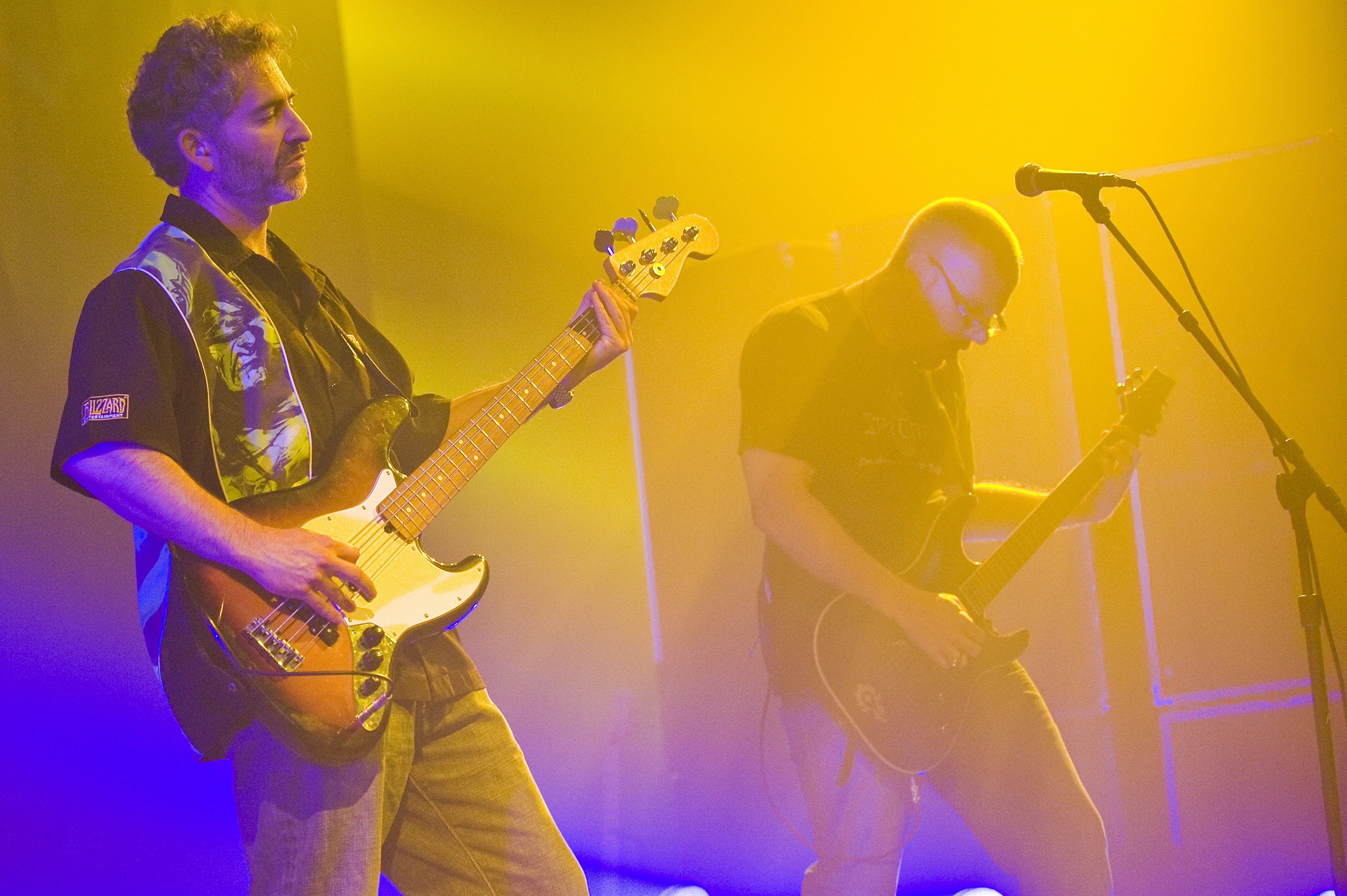
Morhaime tocando com a banda ETC

Em 2010, Mike se casou com sua namorada de longa data Amy Chen. Em 2017, Mike comprou uma mansão em um condomínio fechado de Rancho Mirage em Riverside County, Califórnia, por US$ 2,25 milhões. Ele também é membro da ETC, uma banda de metal formada por funcionários da Blizzard, como o tocador de baixo.